# Diva
A Diva Beyoncé Knowles harmadik kislemeze az I Am... Sasha Fierce című albumról.

## A kislemez dalai
CD kislemez
1. Diva (Clean)
2. Diva (Dirty)
3. Diva (Instrumental)

Remixek
1. Diva (Maurice Joshua Extended Mojo Remix) – 6:53
2. Diva (Mr. Mig Extended Club Remix) – 7:09
3. Diva (Karmatronic Club Remix) – 5:08
4. Diva (DJ Escape & Tony Coluccio Club) – 6:45
5. Diva (Gomi / RasJek Club Mix) – 7:27
6. Diva (Redtop Club Mix) – 6:34
7. Diva (Jeff Barringer Vs. Fingazz Extended Remix) – 7:33

## Hivatalos remixek
- DJ Escape & Tony Coluccio Club – 6:45
- DJ Escape & Tony Coluccio Radio – 3:58
- DJ Escape & Tony Coluccio Dub – 5:43
- Gomi & RasJek Club Mix – 7:27
- Gomi & RasJek Radio (Dirty) – 3:54
- Gomi & RasJek Radio (Clean) – 3:54
- Gomi & RasJek Dub – 6:56
- Jeff Barringer Vs. Fingazz Extended Remix – 7:33
- Jeff Barringer Vs. Fingazz Radio – 3:43
- Karmatronic Club Remix – 5:08
- Karmatronic Radio – 3:16
- Maurice Joshua Mojo Extended – 6:53
- Maurice Joshua Mojo Radio – 4:38
- Maurice Joshua Mojo Dub – 6:53
- Mr. Mig Fierce Hustler Club Remix – 7:09
- Mr. Mig Fierce Hustler Radio– 4:04
- Redtop Club Mix – 6:34
- Redtop Club Radio – 3:31

## Slágerlisták
| Lista (2009)                         | Helyezés |
| ------------------------------------ | -------- |
| Brit kislemezlista                   | 72       |
| Brit R&B kislemezlista               | 22       |
| U.S. Billboard Hot 100               | 19       |
| U.S. Billboard Hot R&B/Hip-Hop Songs | 3        |
| U.S. Billboard Pop 100               | 39       |
| U.S. Billboard Hot Dance Club Play   | 1        |